# Strada A40
La strada A40 (in inglese A40 road e in gallese ffordd yr A40) è una strada di categoria A britannica che collega Londra a Goodwick (Fishguard), in Galles. In tutti i documenti e gli atti legali, la A40 è ufficialmente chiamata The London to Fishguard Trunk Road (A40).
Lunga 420,4 km, la strada A40 è stata sostituita da autostrade, come la M40, per gran parte della sua lunghezza all'interno dell'Inghilterra e ha quindi perso il suo status di strada principale; lo mantiene, invece, a ovest di Gloucester, compresa la tratta all'interno del Galles.

## Storia
Il percorso della A40 del 1923 andava dalla Città di Londra a Fishguard. La strada inizia e finisce ancora negli stessi luoghi, ma sono state apportate diverse modifiche al suo percorso.
La prima modifica risale al 1935, tra Ross-on-Wye e Abergavenny. Il percorso originale della A40 passava per Skenfrith, evitando Monmouth; questa strada fu rinominata B4521. La A40 fu deviata per Raglan; tra Ross e Raglan sostituì parte della A48, tra Raglan e Llanvihangel-nigh-Usk sostituì la B4234 e tra Llanvihangel e Abergavenny sostituì parte della A471.
Successivamente, la A40 è stata deviata all'interno dell'area occidentale di Londra. La Western Avenue risale agli anni trenta del XX secolo, ma fu originariamente aperta come A403. Dopo la seconda guerra mondiale, la A40 è stata deviata lungo parte della A219 (a ovest di Notting Hill) e Western Avenue. Il vecchio percorso (passante per Acton, Ealing, Southall, Hayes, Hillingdon e Uxbridge) fu rinumerato A4020.
Inizialmente, l'A40 attraversava il centro di Oxford, passando per Headington, Magdalen Bridge, High Street, Carfax e Botley, e attraversando lo Swinford Toll Bridge fino a Eynsham.
Negli anni trenta del XX secolo è stata deviata per seguire il primo tratto della Oxford Ring Road a nord della città, per poi seguire una linea diretta per aggirare Eynsham. Il vecchio tracciato divenne parte della A420 fino a Botley, e il tratto tra Botley e Eynsham fu rinumerato A4141, rinumerato nuovamente negli anni sessanta del XX secolo in B4044.

## Percorso

### Inghilterra
La strada A40 inizia a Londra da High Holborn e poi prosegue fino a Oxford Street. Presso il Marble Arch, si unisce alla A5 lungo Edgware Road fino al cavalcavia di Marylebone; da qui la A40 diventa prima la Westway (classificata, fino al 2000, come A40(M)) e poi Western Avenue.
Da Paddington fino all'intersezione con l'autostrada M40, per la maggior parte, questa tratta è a due carreggiate, con tre corsie per senso di marcia e senza incroci a raso; vi sono due eccezioni rilevanti, ossia l'incrocio noto come "Gypsy Corner" e l'incrocio "Savoy Circus", entrambi semaforizzati.
Dopo aver attraversato i sobborghi occidentali di Londra, presso la rotatoria di Denham (dove si incrocia con l'autostrada M40), la A40 svolta verso nord-ovest continua fino all'incrocio con la strada A413. Presso questo incrocio, la A40 perde il suo carattere di strada principale e diventa a singola carreggiata.

Correndo parallela alla M40, la A40 attraversa Beaconsfield, High Wycombe e Stokenchurch, fino alla strada A418; da qui, dove la A40 riacquisisce lo status di strada principale, raggiunge Oxford (che viene aggirata lungo la circonvallazione settentrionale).
Dopo aver incrociato le strade A34 e A44, proseguendo verso ovest, la A40 torna a essere a singola carreggiata (a eccezione che nella tratta in cui aggira Witney, dove torna ad avere due carreggiate con due corsie per senso di marcia).

Dopo Witney, la A40 passa per Burford (dove incrocia la strada A361), Northleach (dove incrocia la strada A429), Andoversford (dove incrocia la strada A436), finché raggiunge Cheltenham.
A ovest di questa città, la A40 si interscambia con  l'autostrada M5 (svincolo n°11), e da lì si dirige verso Gloucester, che viene aggirata a nord. Fino a Gloucester, la A40 rimane a due carreggiate con due corsie per senso di marcia.
A ovest di Gloucester, la strada A48 si dirama verso sud-ovest, seguendo inizialmente il fiume Severn.

La A40 raggiunge quindi Ross-on-Wye dove, vicino alla fine dell'autostrada M50, torna a essere a due carreggiate con due corsie per senso di marcia.
Gira quindi verso sud-ovest e, attraversata la località di Whitchurch, raggiunge il Galles a Monmouth (in gallese Trefynwy).

### Galles
Nelle vicinanze di Raglan, per proseguire sulla A40 è necessario prendere uno svincolo "a tromba" in direzione ovest, mentre la strada continua come A449 verso Usk 
(in gallese Brynbuga). Da qui, fino a Trecastle (in gallese Trecastell), il percorso della A40 si affianca al fiume Usk.
Presso Abergavenny (Y Fenni), dopo l'incrocio con la strada A465, la A40 torna a essere a carreggiata singola.
La strada A40 entra quindi nell'area del parco nazionale di Brecon Beacons, attraversando Crickhowell (Crucywel), Brecon (Aberhonddu) e Sennybridge (Pontsenni).
Giunta a Llandovery (Llanymddyfri), fuori dall'area del parco nazionale, la A40 segue il corso del fiume Towy, attraversando Llandeilo (dove incrocia la A483), fino a Carmarthen (Caerfyrddin).

Qui si incrocia con la strada A48, proveniente da sud-est, e lungo la A40 prosegue il tragitto della strada europea E30.
Fino a St Clears (Sanclêr), la A40 ha due carreggiate con due corsie per senso di marcia, benché non manchino le intersezioni a raso.

Dopo che la strada A477 vi si dirama, in direzione di Pembroke (Penfro), la strada giunge a Haverfordwest (Hwlffordd) e poi svolta bruscamente verso nord. Infine, raggiunge Fishguard (Abergwaun) e il porto dei traghetti a Goodwick (Wdig).

## Gestione
La gestione della strada A40 è suddivisa tra più enti, in base alla tratta.
Nel territorio della Grande Londra, tra Paddington il confine con il Buckinghamshire, in seguito al decreto ministeriale n°1117 del 2000, la gestione è passata all'Autorità della Grande Londra, tramite Transport for London.
National Highways gestisce la strada A40 due tratte: una nel Buckinghamshire, tra il confine con la Grande Londra e l'incrocio con la A413, e l'altra tra il Gloucestershire e l'Herefordshire, tra Gloucester (presso l'intersezione con la M5) e il confine con il Galles.
La gestione delle tratte nel territorio inglese è affidata agli enti amministrativi locali.
In Galles, la gestione è affidata alla South Wales Trunk Road Agent (tra Monmouth/Trefynwy e Abergavenny/Y Fenni e tra Llandovery/Llanymddyfri e Goodwick/Wdig) e alla North & Mid Wales Trunk Road Agent (tra Abergavenny/Y Fenni e Llandovery/Llanymddyfri).